# Джагир
Джаги́р (с перс. — «جاگیر», букв. «держащий место») — господствующая форма феодального землевладения в Империи Великих Моголов XVI—XVIII вв. Владелец джагира (джагирдар) фактически являлся полновластным правителем своего владения, получал в свою пользу часть земельного налога и был обязан за это содержать определённый отряд наёмной конницы; при этом формально вся выделенная в джагир земля продолжала принадлежать падишаху. Численность войска, размер налога и участка соответствовали рангу военачальника. 
Первоначально джагир выдавался на незначительный срок (как правило, до трёх лет); при этом он мог продлеваться или заменяться джагиром в другой области, но не переходил по наследству — сыновья умершего джагирдара получали наделы на обычных основаниях. В эпоху расцвета Могольской державы при Аурангзебе (1658 — 1707) число джагирдаров доходило до 4 тысяч. К XVIII веку завершается трансформация джагиров в наследственное владение.